# Lista de bairros de Araraquara
Esta é uma Lista de bairros de Araraquara, atualmente, a cidade está dividida em três distritos: distrito-sede, distrito de Vila Xavier (conurbado com o distrito-sede) e Bueno de Andrada, além de três assentamentos rurais, Assentamento Bela Vista, Assentamento Monte Alegre e Horto de Bueno.
A divisão da cidade também se dá, informalmente, por meio de regiões (ou zonas), sendo elas Norte, Oeste, Sul e Leste, e subdivididas em bairros.

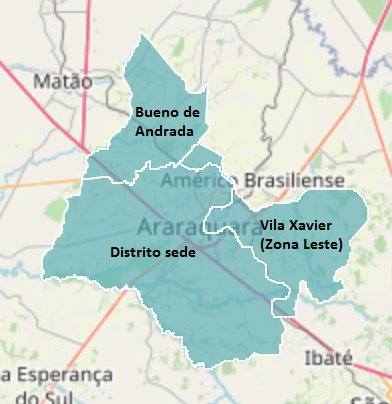
Distritos de Araraquara de acordo com o IBGE.

## População
De acordo com o Censo 2022 (IBGE), 179.590 pessoas (74,14%) residem no distrito-sede, 61.010 (25,19%) na Vila Xavier (Zona Leste) e 1.628 (0,67%) no Distrito de Bueno de Andrada.
Através dos dados agregados por distritos em relação à cor de pele, apesar da ordem de predominância branca, parda, preta, amarela e indigena não se alterar, o distrito-sede possui, proporcionalmente, a maior população autodeterminada branca com 74,38%, bem como a população amarela com 0,53%. A Vila Xavier possui a maior proporção de pessoas pretas com 8,59%, enquanto o distrito de Bueno de Andrada lidera em população parda e indígena com 37,16% e 0,18%, respectivamente.
|           | Distrito-sede | Vila Xavier | Bueno de Andrada |
| --------- | ------------- | ----------- | ---------------- |
| Brancos   | 74,38%        | 63,01%      | 56,08%           |
| Pardos    | 19,32%        | 27,97%      | 37,16%           |
| Pretos    | 5,76%         | 8,59%       | 6,08%            |
| Amarelos  | 0,53%         | 0,40%       | 0,49%            |
| Indígenas | 0,01%         | 0,04%       | 0,18%            |

## Região Norte
Principais Bairros
- Chácara Flora
- Cidade Jardim
- Jardim Aclimação
- Jardim Adalberto de Oliveira Roxo
- Jardim Botânico
- Jardim Dom Pedro I
- Jardim Imperador
- Jardim Indaiá
- Jardim Maria Luiza
- Jardim Primavera
- Jardim Roberto Selmi Dei
- Jardim Santa Angelina
- Jardim Santa Rita de Cássia
- Jardim Santo Antônio
- Jardim São Rafael
- Jardim Vale das Rosas
- Jardim Veneza
- Parque Planalto

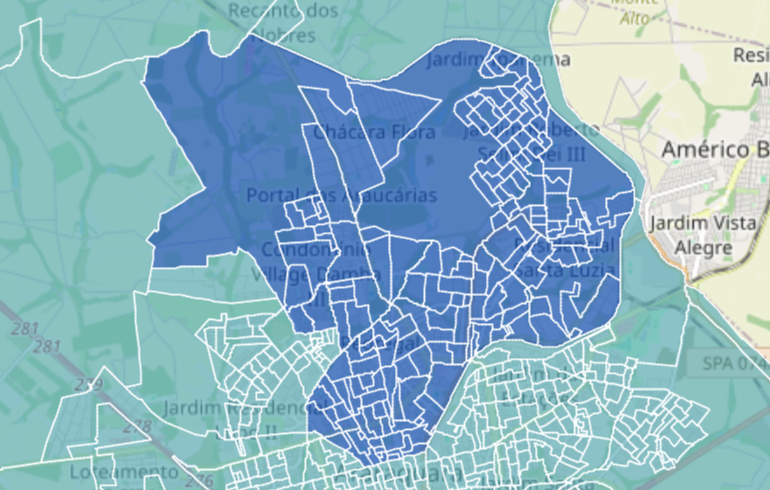
Região Norte, a região mais populosa de Araraquara, com 78.179 moradores na área selecionada, segundo o Censo 2022.

- Parque Residencial Laura Molina (Conjuntos Romilda Taparelli Barbieri, Anunciata Palmira Barbieri e Maria Helena Barbieri)
- Santa Luzia
- São Geraldo
- Valle Verde
- Vila Ferroviária
- Vila Girassol
- Vila Harmonia
- Vila Independência
- Vila Oriente
- Vila Sedenho
- Vila do Servidor
- Vila Velosa

## Região Oeste

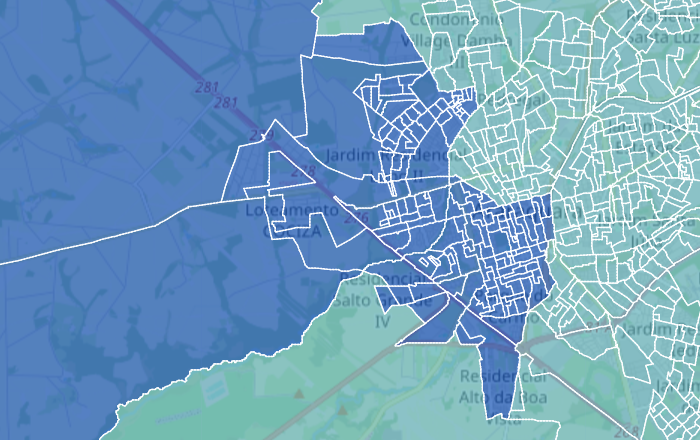
Região Oeste, terceira região mais populosa, com 55.116 habitantes segundo o Censo 2022.

Principais Bairros
- Campus Ville
- Jardim Águas do Paiol
- Jardim Ártico
- Jardim dos Ipês
- Jardim dos Manacás
- Jardim Morumbi
- Jardim Nossa Senhora do Carmo
- Jardim Nova América
- Jardim Quitandinha
- Jardim Residencial Lupo
- Jardim Residencial Santa Mônica
- Jardim Santa Lúcia
- Jardim Tamoio
- Jardim Tangará
- Jardim Universal
- Jardim Vitória
- Parque Igaçaba
- Parque Laranjeiras
- Parque São José
- Parque Vale do Sol
- Recreio Campestre Idanorma
- Residencial Acapulco
- Residencial Paraíso
- Santana
- Vila Bela Vista
- Vila Der

## Região Sul
Principais Bairros

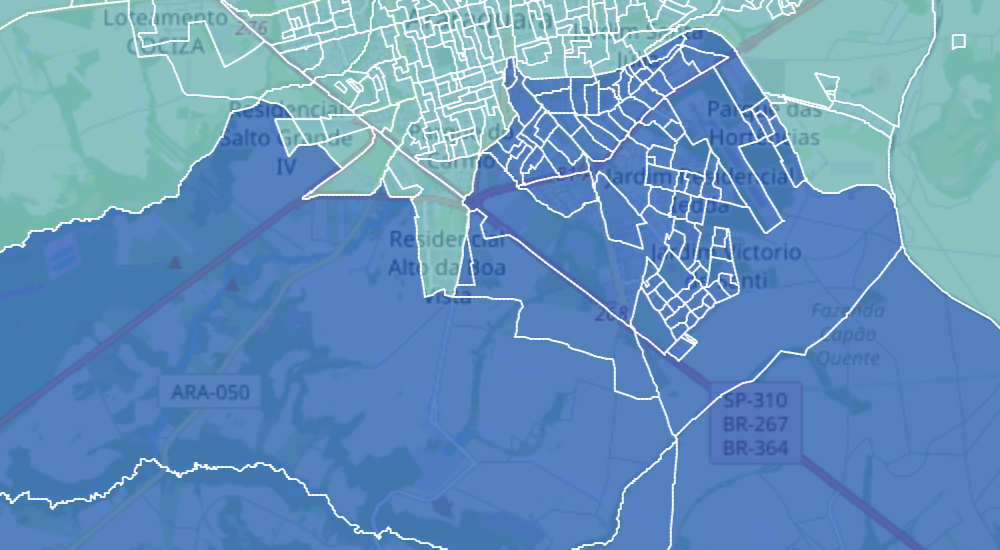
Região Sul, quarta região mais populosa, com 46.295 habitantes segundo o Censo 2022.

- Assentamento Bela Vista do Chibarro
- Distrito Industrial I
- Distrito Industrial II
- Jardim Aranga
- Jardim Araraquara
- Jardim Arco-Íris
- Jardim Cruzeiro do Sul
- Jardim Del Rey
- Jardim Dumont
- Jardim das Gaivotas
- Jardim Eliana
- Jardim Higienópolis
- Jardim Hortênsias
- Jardim Imperial
- Jardim Itália
- Jardim Martinez
- Jardim Nova Época
- Jardim das Paineiras
- Jardim Palmares
- Jardim das Palmeiras
- Jardim Panorama
- Jardim Parque Anchieta
- Jardim Portugal
- Jardim Rafaela Amoroso Micelli
- Jardim Regina
- Jardim Residencial Água Branca
- Jardim Residencial Ieda
- Jardim Santa Adélia
- Jardim Santa Marta
- Jardim Santa Rosa
- Jardim Silvestre
- Parque Cecap
- Parque Iguatemi
- Victório de Santi
- Vila Furlan
- Vila Guaianases
- Vila Melhado
- Vila Suconasa
- Yolanda Ópice

## Região Leste (Distrito da Vila Xavier)
A região conhecida popularmente como Zona Leste compreende a toda a extensão do Distrito da Vila Xavier, que é delimitada à oeste pela linha férrea EF-364 da antiga Estrada de Ferro Araraquara, seguindo até o Recanto dos Nobres, limitado à norte pelo Córrego da Trela ou do Anil, seguindo em sentido horário os limites municipais com Santa Lúcia, Américo Brasiliense, São Carlos e Ibaté. Possui área de 239,167 km² e 61.010 habitantes (Censo 2022).
Principais Bairros
- Altos de Pinheiros
- Chácara D'Onofre
- Chácaras Velosa
- Condomínio Satélite
- Distrito Industrial III
- Estação do Ouro
- Estação Tutóia
- Jardim América
- Jardim Brasil
- Jardim Brasília
- Jardim das Estações
- Jardim Europa
- Jardim Floridiana
- Jardim Morada do Sol
- Jardim Pinheiros
- Jardim Santa Clara
- Jardim Santa Júlia
- Jardim Silvânia
- Jardim Viaduto
- Parque das Árvores (em construção)
- Parque Gramado
- Parque Residencial Jatobá
- Parque Residencial São Paulo
- Parque dos Sabiás
- Recanto dos Nobres
- Residencial Alamedas
- Vila Biagioni
- Vila Cidade Industrial
- Vila Esperança
- Vila Freitas
- Vila Gaspar
- Vila Joinville
- Vila Nossa Senhora Aparecida (Aparecidinha)
- Vila Renata
- Vila Santa Maria
- Vila Santo Malara
- Vila Vieira
- Vila Xavier